# Gougas
Gougas – duchowny Apostolskiego Kościoła Ormiańskiego, w latach 1731–1737 jeden z patriarchów tego Kościoła, Patriarcha-Katolikos Wielkiego Domu Cylicyjskiego.